# Attagenus rossii
Attagenus rossii es una especie de coleóptero de la familia Dermestidae.

## Distribución geográfica
Se distribuyen por el paleártico sudoeste: el Magreb y la mitad sur de Europa.